# Carmánor
Carmánor (griego antiguo: Καρμάνωρ) en la mitología griega era un sacerdote mítico de Tarra (Creta). Kerényi dice que fue el consorte cretense de Deméter. A Carmánor se le asocian dos hijos: Eubulo y Crisótemis.
Apolo y Artemisa, después de dar muerte a Pitón, fueron a Egialea para purificarse. Como les entró miedo en el lugar que también ahora llaman Fobo («miedo»), se desviaron a Creta junto a Carmánor, mientras que una enfermedad atacó a los habitantes de Egialea, y los adivinos les ordenaron que se propiciasen a Apolo y a Artemisa. Dicen los cretenses  —las leyendas de la diosa son locales de Creta— que Eubulo era hijo de Carmánor, y que de Zeus y de Carme, la hija de Eubulo, nació Britomartis. Ella se deleitaba corriendo y cazando y era muy querida a Artemis; hasta que Minos comenzó a perseguirla.
En los montes cretenses está la ciudad de Éliro. Los elirios enviaron a Delfos una cabra de bronce, que daba leche a los niños Filácides y Filandro. Dicen que estos son hijos de Apolo y de la ninfa Acacálide, con la que se unió Apolo en la ciudad de Tarra y en casa de Carmánor. También dicen que el certamen más antiguo que tuvo lugar y en el que se establecieron premios por primera vez recuerdan que fue el cantar un himno al dios Apolo. Cantó y venció en el canto Crisótemis de Creta, cuyo padre Carmánor se dice que purificó a Apolo.

## Ences externos
- El hilo de Ariadna - Dioses griegos de la agricultura

- Datos: Q11912529